# Lamassu
Lamassu (klinopis: AN.KAL; sumersko: dlamma; akadsko: lamassu) je asirsko zaščitno božanstvo, pogosto upodobljeno kot bikovo ali levje telo z orlovimi krili in človeško glavo. V nekaterih zapisih je upodobljeno kot žensko božanstvo. Manj pogosto se uporablja ime shedu (klinopis: AN.KAL × BAD; sumersko: dalad; Akadsko: šēdu; hebrejsko: שד), ki se nanaša na moški ustreznik lamassu.

## Ikonografija
V umetnosti je lamassu upodobljen kot hibrid, krilati bik ali lev z glavo človeškega moškega. Še ohranjene figure lamassujev v reliefu in nekaj kipov se nahaja v muzejih, predvsem v Britanskem muzeju v Londonu, Musée du Louvre v Parizu, Narodni muzej Iraka v Bagdadu, Metropolitan Museum of Art v New Yorku, Pergamon Museum v Berlinu in Oriental Institute, Chicago. Običajno jih pripisujejo starodavnim Asircem. Lamassu stoji ob vhodu v palačo, tako da ga vsakdo, ki vstopa vidi. Od spredaj se zdi da stoji, iz strani pa kot da hodi. Tako je bilo postavljeno namenoma, da bi bili videti močnejši. Originalni lamassuji so zelo visoki in predstavljajo simbol moči.
Motiv krilate živali s človeško glavo je skupno vsem civilizacijam na Bližnjem vzhodu. Prvi zabeležen je iz Ebla (danes Tell Mardikh, Sirija) iz okoli 3000 pred našim štetjem. Prvi asirski lamassu je iz časa vladavine Tiglat-Pileserja. Krilati bik z glavo bradatega moškega je logotip United States Forces - Iraq in kaže na iraško zgodovino.

## TerminologIja
Čeprav je lamassu imel drugačno ikonografijo in prikazovanje v sumerski kulturi, so bili pojmi lamassu, alad in shedu uporabljeni za označevanje simbola asirskega krilatega bika s človeško glavo in kipe v novo-asirskem imperiju. Ženske lamassuje so imenovali apsasû.  Motiv asirskega krilatega moža-bika imenovanega Aladlammu in Lamassu ni isto kot lamassu ali alad sumerskega izvora, saj so bili upodobljeni z različno ikonografijo. Ti monumentalni kipi so bili imenovani aladlammû ali lamassu, kar je pomenilo "zaščitnika duha". V hetitski sumerščini se dlamma uporablja kot ime za "zaščitniško božanstvo", opredeljeno v nekaterih poznejših besedilih z Inara ali drugimi imeni podobnih zaščitniških bogov.

## Mitologija
Lamassu je nebeško bitje iz mezopotamske mitologije. Človek nad pasom in bik pod pasom, ima tudi rogove in ušesa bika. Pogosto se pojavlja v mezopotamski umetnosti, včasih s krili. Lamassu in shedu sta hišna zaščitna duhova babilonskih ljudi, postaneta kasneje kraljeva zaščitnika, ki so stali kot stražarji na vhodih. V akadski civilizaciji je bog Papsukkal podobno kot lamassu in bog Išum kot shedu.
Za zaščito hiš so lamassuja vtisnili v glinene table, ki so jih nato zakopali pod prag vhodnih vrat. Pogosto so bili postavljeni v paru na vhodu v palačo. Na vhodu v mesto so reliefi ogromnih velikosti in vedno v paru, eno na vsaki strani vrat, običajno na stenah, usmerjenih v eno od strani neba.
Antični Judje so vplivali na ikonografijo asirske kulture. Prerok Ezekial je pisal o fantastičnem bitju, sestavljenem iz človeškega bitja, leva, orla in bika. Kasneje, v zgodnje-krščanskem obdobju so štiri evangelije pripisovali vsakemu od teh komponent. Ko je bil prikazan v umetnosti, se ta slika imenuje TETRAMORPH. Ker je bil Lammasu simbol super moči, so Judje logično sklepali, da je Jezus Kristus danes razumljen kot predzadnja moč v svetu.

## V literaturi
Lammasu in shedu sta dve različni vrsti dobrih bitij v igri vlog Dungeons & Dragons.
Lammasu se pojavlja tudi v Magic: The Gathering, igri trgovanja s kartico kot bela kartica Hunted Lammasu v širitvi Ravnica: City of Guilds.
Bik s človeško glavo se nahaja med bitji, ki sestavljajo Aslansko vojsko v The Lion, the Witch and the Wardrobe.
V filmu Alexander so Lamassu videli na Ištarinih vratih v Babilonu.
V Disneyevem filmu Aladdin, je zlati Lamassu v prizoru, kjer Aladdin in Abu vstopita v jamo v puščavi, da bi našla svetilko.